# Piper rumphii
Piper rumphii är en pepparväxtart som beskrevs av C. Dc.. Piper rumphii ingår i släktet Piper och familjen pepparväxter. Inga underarter finns listade i Catalogue of Life.